# Chráněné ložiskové území
Chráněné ložiskové území slouží jako ochrana výhradního ložiska proti znemožnění nebo ztížení jeho budoucího dobývání ve smyslu článku 7 Ústavy České republiky
a představuje obdobu stavební uzávěry.
Zahrnuje území, na kterém stavby a zařízení, které nesouvisí s dobýváním výhradního ložiska, by mohly znemožnit nebo ztížit těžbu výhradního ložiska. 
Zpracování návrhů na stanovení, změny a zrušení chráněných ložiskových území se provádí podle zákona č. 44/1988 Sb. a vyhlášky č. 364/1992 Sb.
Účastníkem řízení o stanovení chráněného ložiskového území je pouze navrhovatel, avšak Ministerstvo životního prostředí ČR chráněné ložiskové území stanoví po dohodě s orgánem územního plánování a stavebním úřadem. Příslušné údaje zpřístupňuje Česká geologická služba v rámci výkonu státní geologické služby.
Stanovení chráněného ložiskového území nesouvisí s otvírkou ložiska. Povolení hornické činnosti a činnosti prováděné hornickým způsobem řeší jiné legislativní předpisy.